# La banda degli onesti
La banda degli onesti è un film del 1956 diretto da Camillo Mastrocinque, con protagonisti Totò, Peppino De Filippo e Giacomo Furia.
Scritto e sceneggiato da Age & Scarpelli, il film consacrò il sodalizio artistico di Totò e Peppino ed è considerato uno dei migliori della coppia.

## Trama
Antonio Bonocore, portiere napoletano di uno stabile a Roma con madre, figli e moglie a carico, capita per caso al capezzale di un condòmino ultranovantenne, il signor Andrea, il quale gli confida un segreto di cui egli solo è a conoscenza: in una valigia conserva cliché e carta filigranata per stampare banconote da diecimila lire, entrambi autentici poiché da lui stesso sottratti all'Istituto Poligrafico dello Stato per cui lavorava; l'uomo rivela di averli a suo tempo trafugati con l'idea di stampare cartamoneta in proprio e vendicarsi così di essere stato mandato in pensione prima del dovuto, ma di non aver mai trovato il coraggio di attuare il proposito. Rimasto ora solo al mondo, temendo che dopo la sua morte il materiale cada in mani sbagliate e confidando nell'assoluta onestà del portiere, l'anziano gli carpisce la promessa che getterà la valigia nel Tevere dopodiché, sentendosi finalmente a posto con la coscienza, spira. 

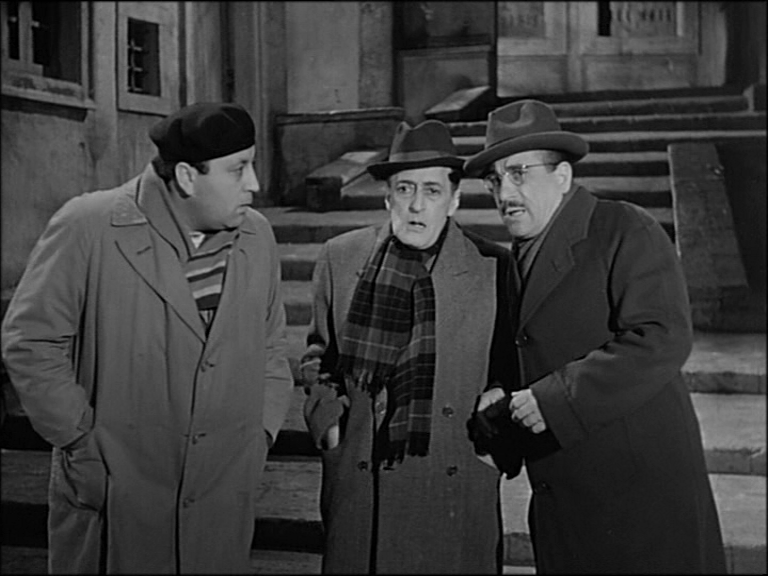
I protagonisti in una scena del film

Bonocore si appresta ad eseguire la volontà del defunto quando viene a sapere che l'amministratore del condominio – il ragionier Casoria, che aveva tentato di corromperlo per farlo colludere in un peculato sul carbone per il riscaldamento, incontrando però il suo rifiuto – sta meditando di sostituirlo: lo spettro del licenziamento lo induce allora a tenersi la valigia per sfruttarla a proprio vantaggio. Del tutto inesperto della stampa di banconote, tuttavia, il portiere è costretto a chiedere l'aiuto di due condòmini, il tipografo Giuseppe Lo Turco e il decoratore di vetrine Cardone: li coinvolge perciò in furtive riunioni notturne e, facendo leva sui loro bisogni economici di cui è al corrente perché riceve le cambiali in portineria, li convince a mettere in piedi una vera e propria banda di falsari. I tre quindi stampano il primo biglietto da diecimila, che subito dopo Antonio riesce a spacciare in una tabaccheria notturna; appurata così la verosimiglianza delle loro banconote, incominciano nottetempo a produrne una gran quantità.
La vicenda si complica quando Antonio scopre che suo figlio maggiore Michele, finanziere da poco trasferito a Roma, sta seguendo un'indagine proprio sulla circolazione di biglietti falsi nella Capitale. Avendo notato miglioramenti sospetti nell'abbigliamento dei suoi complici, il portiere esorta entrambi a non spendere più il denaro falso, almeno finché le acque non si saranno calmate, quindi insieme a Cardone sotterra l'occorrente per la stampa delle banconote in un campo fuori città. Ma quando il maresciallo Denti – il diretto superiore di suo figlio – per caso gli fa visita, Antonio si sente egualmente braccato e medita allora di farsi arrestare proprio da Michele, convinto che un finanziere che arresti suo padre non solo non rischierà di essere cacciato dal corpo ma potrebbe persino essere promosso, il che inoltre favorirebbe le nozze tra il giovane e Marcella, figlia di Lo Turco.
Antonio si reca dunque di persona in caserma per costituirsi, ma Michele pensa che il padre stia solo scherzando e non gli crede; il portiere inoltre apprende direttamente dal maresciallo che l'indagine assegnata a suo figlio nel frattempo si è già conclusa con l'arresto a Vetralla di una banda di falsari professionisti e scopre così anche che, per la sua sbadataggine, il primo e unico biglietto da lui spacciato in tabaccheria e intercettato dai finanzieri non era quello da lui stampato con i suoi due compari, bensì l'esemplare da loro utilizzato come modello, ricevuto da un creditore e falso anch'esso in quanto prodotto proprio dalla banda appena sgominata.
Bonocore infine incontra nuovamente in segreto Cardone e Lo Turco, i quali gli confidano che anche loro non hanno avuto il coraggio di spacciare una sola banconota falsa e che i vestiti nuovi da lui notati li hanno in realtà comprati coi loro magri risparmi, ciascuno per non apparire pavido agli occhi degli altri. Ritrovata così la tranquillità e avendo capito di non essere tagliati per il crimine, i tre concordano di disfarsi di tutto il denaro falso, della carta filigranata e dei cliché, allestendo un falò simbolico nel quale però finisce per sbaglio anche lo stipendio di Antonio.

## Produzione

### Luoghi delle riprese

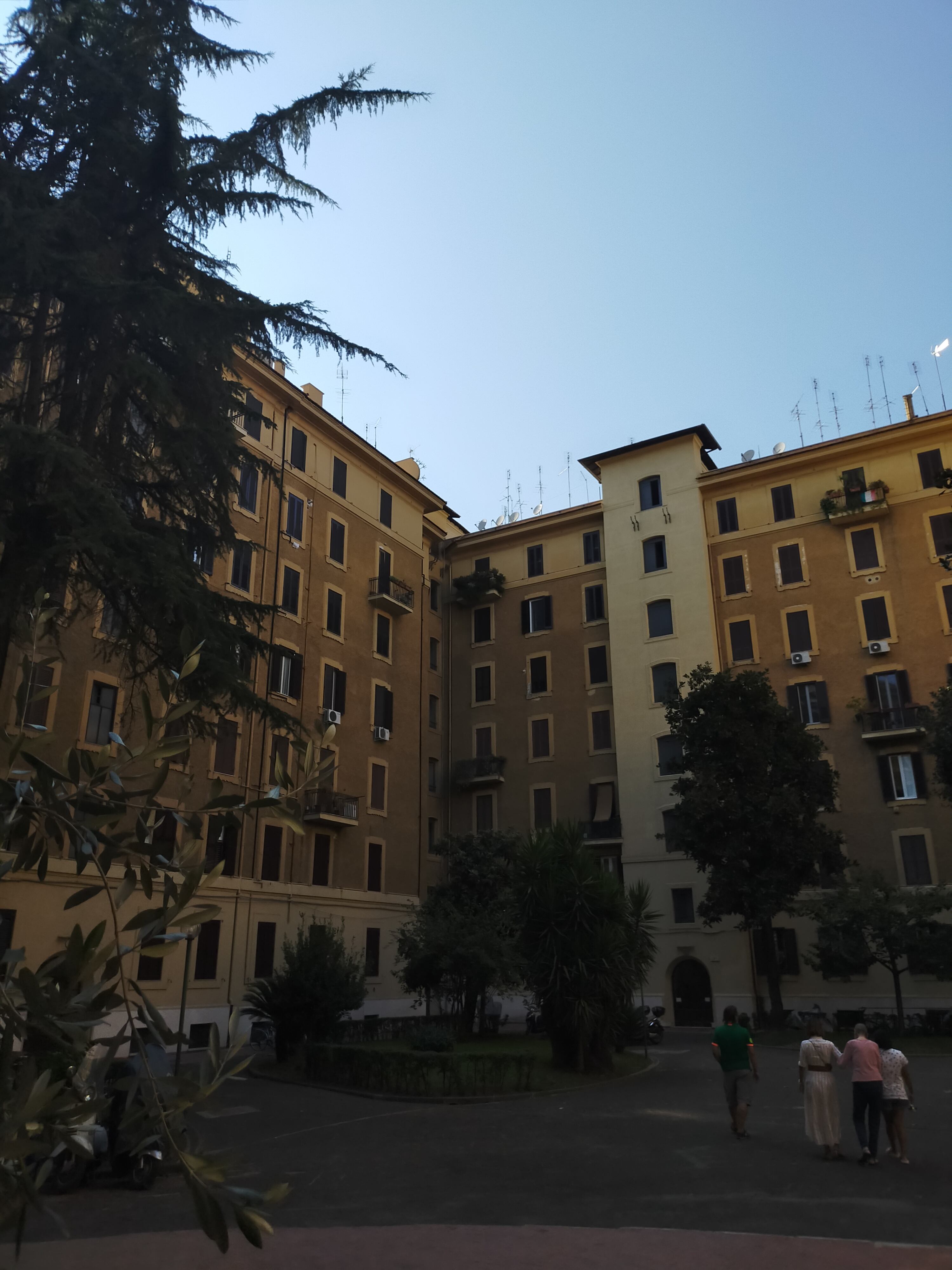
Cortile dello stabile dove fu girata parte del film.

La banda degli onesti fu girato interamente a Roma nel gennaio del 1956; gran parte del film si svolge in esterni, pochissimi sono gli ambienti interni ricostruiti in teatro di posa. Tutte le scene ambientate nel condominio dove abitano i protagonisti furono filmate in uno stabile situato nel quartiere Della Vittoria, precisamente in viale delle Milizie 76: il cancello d'ingresso, l'androne con la guardiola e il cortile interno compaiono nel piano sequenza dei titoli di testa e più volte nel corso della pellicola; altre scene furono girate sui tetti, per le scale e nelle cantine del medesimo fabbricato.
Altri luoghi romani riconoscibili sono: ponte dell'industria, dal quale Antonio sta per gettare la valigia per poi cambiare idea; piazza degli Zingari, dove Lo Turco ha la tipografia; la stazione Cavour della metropolitana (inaugurata un anno prima delle riprese) e un bar nell'antistante piazza della Suburra; piazza Gimma nel Quartiere Trieste, dove Bonocore e Lo Turco avvicinano per la prima volta Cardone; la tabaccheria in via di Monte Savello 28, dove i tre spacciano la prima banconota; il parco archeologico di Villa Gordiani, nel quale le rovine della Tor de' Schiavi fanno da sfondo a un bacio tra Michele e Marcella e dove, subito dopo, Bonocore e Cardone seppelliscono la valigia; il Comando Generale della Guardia di Finanza in viale XXI Aprile dove Antonio va a costituirsi e infine la via Appia Antica, che fa da sfondo a tutta la scena conclusiva.

### Dati tecnici
- Formato negativo (mm/video pollici): 35 mm
- Processo cinematografico: Spherical
- Formato stampa film: 35 mm[5]

## Distribuzione
- Portogallo: Totó e as Notas Falsas, 4 maggio 1960
- Germania Ovest: Die Bande der Ehrlichen[6]

## Accoglienza

### Incassi
L'incasso della pellicola all'epoca fu di ₤ 388 846 000. Gli spettatori furono 2 603 938.

### Critica
A differenza del pubblico, la critica non fu del tutto favorevole col film, come con la maggior parte delle pellicole interpretate da Totò. Ma il gradimento degli spettatori ne ha col tempo aumentato il successo, trasformando La banda degli onesti in un classico dei film di Totò.
(Giuseppe Marotta)

## Influenza su altre opere
Ne Il Tuttofare (2018) di Valerio Attanasio il nome del protagonista, "Antonio Bonocore", è un chiaro omaggio al personaggio interpretato da Totò ne La banda degli onesti. Anche Smetto quando voglio (2014), scritto sempre da Attanasio, ha affinità con La banda degli onesti nella trama (un gruppo di poveracci che entrano casualmente a contatto con l'illegalità) e nella struttura narrativa: ne La banda degli onesti il figlio di Totò lavora nella Guardia di Finanza, ovvero per coloro che sono sulle tracce del padre falsario di banconote, mentre in Smetto quando voglio la moglie del protagonista lavora in un centro di recupero per ex tossicodipendenti, ovvero i "clienti" di Edoardo Leo e della sua banda di ricercatori temporaneamente trasformatisi, causa crisi economica, in spacciatori di droghe sintetiche.
Il condominio che fa da ambientazione a molte scene de La banda degli onesti comparve anni dopo anche nel film Innamorato pazzo di Castellano e Pipolo del 1981, con protagonisti Adriano Celentano e Ornella Muti.